# Lukushi
La Lukushi est une rivière de la république démocratique du Congo, traversant le territoire de Malemba-Nkulu au Haut-Lomami et le territoire de Manono au Tanganyika où elle se déverse dans la Luvwa.